# Paksi Képtár
A Paksi Képtár Paks város kortárs képzőművészeti alkotások bemutatására alapított intézménye, amelynek állandó kiállítása főként avantgárd művészek alkotásaiból áll.

## Története

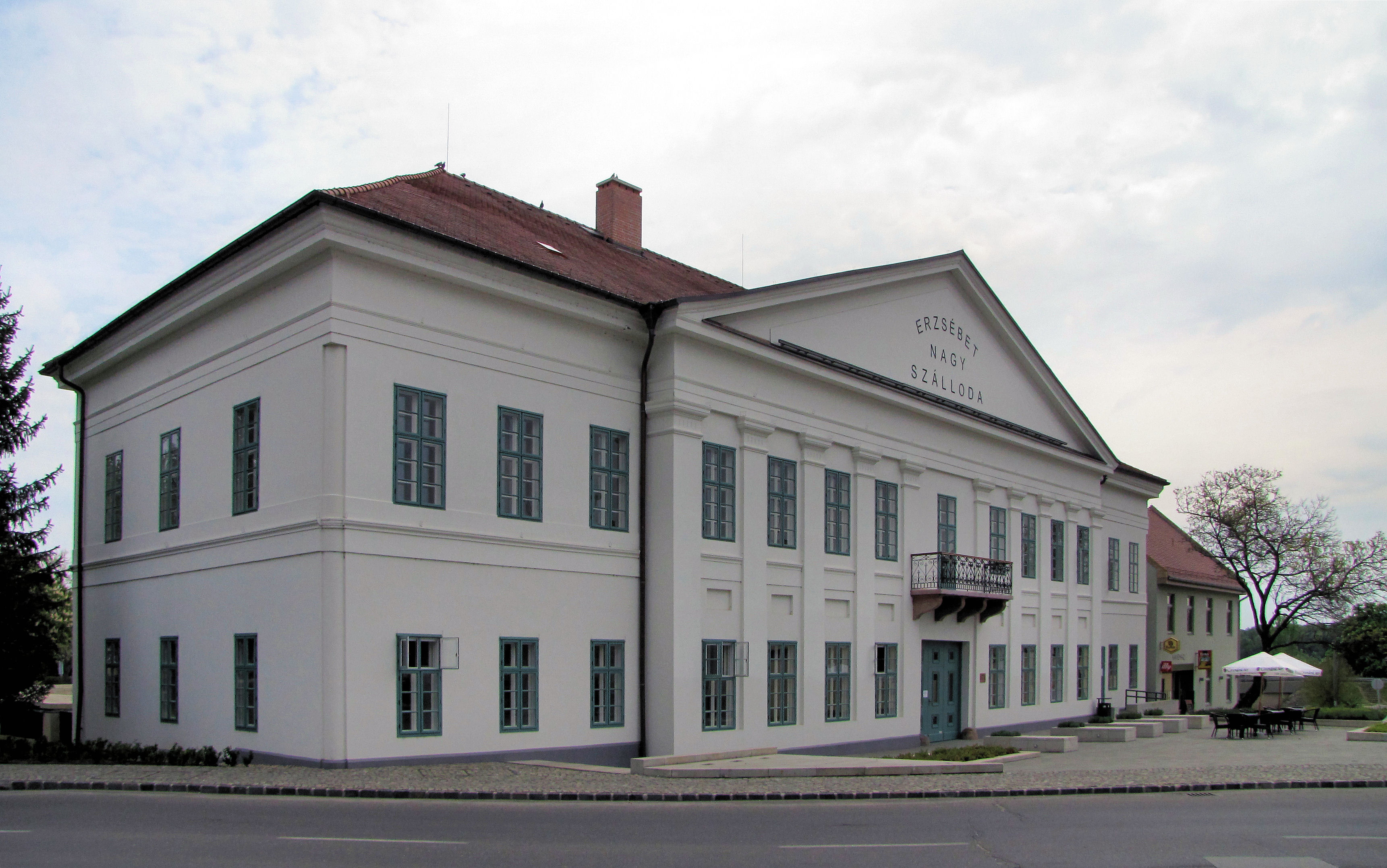
A paksi Erzsébet Nagyszálloda, a Képtár első otthona

Hopp-Halász Károly Munkácsy Mihály-díjas paksi képzőművész 1991-ben az Erzsébet Nagyszállodában alapította, majd tíz éven át vezette. 2005 óta előbb a városi múzeumban, 2008 óta pedig saját külön épületegyüttesben, a volt Paksi Konzervgyár mintegy 1000 m²-nyi területén működött. Az új oktatási és közművelődési koncepciót Ritter János képzőművész dolgozta ki. Időszaki kiállításokat is rendeztek a Hangár nevű zenés előadótérben, néha kortárs élőzenével fűszerezve. Nyáron a háromnapos Paksi Jazz Fesztivál helyszíne volt.
2023. december 19-én Képtárkori néven műanyag korcsolyapálya nyílt a képtár helyén, a műalkotások ismét a városi múzeum épületébe kerültek.